# 芸能人(秘)密着24時!天使が見てる
『芸能人(秘)密着24時!天使が見てる』（げいのうじんまるひみっちゃくにじゅうよじ!てんしがみてる）は、フジテレビ系で2007年12月に放送されたバラエティ特別番組。

## 概要
前身は『恐怖の食卓』の問題点になったため、同じ企画で番組をリニューアル。
芸能人患者に約1週間密着してプライベートな生活に対する趣味・買物・食事を検証し、顧問医師9人がこのままの生活を続けた5年後・10年後に何の病気にかかるか検証。

## 放送日
放送時間はいずれも19:00~20:54(JST)。
1. 2007年12月20日

## 出演者

### 司会
- 島田紳助

### アシスタント
- 高島彩（フジテレビアナウンサー）

### ゲスト
第1回
- 梅宮辰夫
- 假屋崎省吾
- 神田うの
- スザンヌ
- 鈴木拓（ドランクドラゴン）
- チュートリアル
  - 徳井義実
  - 福田充徳
- まちゃまちゃ
- 的場浩司

### ナレーター
- 木村匡也

## 逆パーフェクト樹立者
顧問医師全員から「警告」を喰らった"気の毒な出演者"を対象。
- スザンヌ(第1回)

## スタッフ
- 編成：吉田豪
- 構成：伊藤正宏、松本えり子、小山協子、大賀広道
- TP：山本真吾
- TD：竹内弘佳
- CAM：古俣智則
- AUD：小幡一網
- VE：横井甲児
- 照明：安藤雄郎
- 美術制作：内藤佳奈子
- デザイン：石森慎司
- 美術進行：今井隆之
- 大道具：樋渡一夫
- アクリル装飾：中井丈晴
- 電飾：山口沙織
- マルチ：大高貢
- オフライン編集：田中寛人
- 編集：可児国博
- MA：横澤翔吾
- ビジュアルクリエーター：薗部健
- タイトル：岡田義之
- CG：長澤剛史、中澤正浩、北原信孝
- 音響効果：北澤寛之（3×7）
- TK：安富弘江
- リサーチ：坪田あすか
- 技術協力：八峯テレビ、FLT、フジアール、TDKコア、VOXEL、サンフォニックス
- 広報：為永佐知男
- 制作協力：NET WEB、NONPRO
- 制作スタッフ：古山陽子、佐藤宏太郎、日高圭一郎、北野雄一、杉浦智、小林孝充、一ノ宮誠司、加藤里菜、助川仁康
- ディレクター：藤代賢二、亀田剛、渡辺恭三、長沼昭悟、太田実、馬渕武良、小林恭寛、石井賢次
- 制作プロデューサー：舘寿永、増谷秀行、大野勝彦、黒木明紀
- チーフプロデューサー：松村匠
- 総合演出：田中経一
- 制作：フジテレビバラエティ制作センター
- 制作著作：フジテレビ